# エッガーランド
『エッガーランド』は、ハル研究所が発売した、固定画面型のアクションパズルゲームである。シリーズとして、現在までに11作の関連作品が発売されている。
エッガー大王に囚われた王女ララを救出するため、王子ロロが魔界エッガーランドを冒険するというのが基本ストーリーとなっている。

## ゲームの基本ルール
エッガーランドは、部屋単位でステージをクリアしていくタイプのアクションパズルゲームである。部屋の中にある「ハートフレーマー」（ハートマークが描かれたアイテム）を全て回収すると宝箱の蓋が開き、中身を取るとその部屋はクリアとなる。
ほとんどの部屋には敵がおり、部屋の中にある「エメラルドフレーマー」（緑色のブロック）を動かしたり様々な地形を考慮したりしながら敵の攻撃をかわし、またある時は敵を利用してハートフレーマーを集める。
ハートフレーマーの中には、取ると「エッガーショット」を発射できるようになるものもある。エッガーショットを敵に当てると、丸い玉子に包まれた状態になる。この玉子は、エメラルドフレーマーと同様に動かしたり敵の攻撃を防いだりできるほか、水に浮かべて上に乗ることもできる。玉子状態の敵をしばらく放置していると、表面がひび割れて元の姿に戻る。また、玉子状態の敵にさらにショットを当てると画面外に吹き飛び、しばらくすると元いた場所に復活する。この際、その場所をブロックなどで塞いでおくと別の場所に現れることがある。
特定の部屋では、ハートフレーマーを何個か取ることで特殊な「パワー」を使うことができる。パワーには「橋を架ける」「一方通行の矢印の向きを変える」「ハンマーで岩を砕く」の3種類があり、画面右にアイコンが表示されたもののみ使える。
エメラルドフレーマーや玉子を対象物から半歩分ずらして置くことを「半ブロックずらし」と呼ぶ。この手法を用いることにより、1つのブロックだけで、2体の敵の攻撃を一度に防いだり2マス分の通路を塞いだりなどできる。使用頻度が高い重要なテクニックである。
より詳細なルールについては、Wiiバーチャルコンソール版『アドベンチャーズオブロロ』のホームページを参照のこと。

## キャラクター
ロロ
ジェントリーランドの王子で、このゲームの主人公。青くて丸い体をしている。
ララ
エデナーランドの王女で、エッガー大王にさらわれる。赤くて丸い体でリボンをつけている。『episode 0』ではララが主人公になっている。
ルル
『ロロの大冒険』に登場する、ロロとララの間に生まれた子供。パッケージ絵では黄色くて丸い体をしている。
神様
初期作品に登場する神々。各地に囚われている。
タキリ
『アドベンチャーズ オブ ロロII』の道場でゲームの基本ルールを教えてくれる仙人。ロロに対しては普通に喋るが、ララに対してはデレデレした態度を取る。
エデナーランドの住民達
『アドベンチャーズ オブ ロロII』のオープニングデモとエンディング、『ロロの大冒険』に登場。緑・ピンク・オレンジ・青の体色をしている。エッガー大王によって石に変えられる。ロロとララがエッガー大王を倒すと元の姿に戻る。『ロロの大冒険』ではジェントリーランドの客として登場する。
ロボット
『ロロの大冒険』のオープニングとエンディングに登場。ロロ一家にジェントリーランドの状況を伝える。
エッガー大王
エッガーランドシリーズのボス。様々な難問を用意してロロたちを苦しめる。
スネーキー
ヘビの姿をしたモンスター。その場を動かず、触れてもミスにならない。
リーパー
飛び跳ねながら移動する緑色のモンスター。触れるとその場で眠って動かなくなる。眠るとエッガーショットが効かない。
ロッキー
壁のようなモンスター。触れてもミスにならない。普段はゆっくり歩いているが、縦のラインにいると突進してくる。左右に接しているときは動きが止まる。
アルマ
アルマジロ型のモンスター。触れるとミスになる。横のラインにいると転がって突進してくる。突進中は壁にぶつかるまで方向を変えない。
ゴル
紫の恐竜のような姿のモンスター。普段は眠っているがハートフレーマーを全て取ると目を覚まし、目の前を通ると炎を吐く。炎にあたるとミスになるが、ゴル自体は触れてもミスにはならない。
スカル
ドクロ型のモンスター。普段は動かないが、ハートフレーマーを全て取ると目を覚まし追いかけてくる。目覚めた後に触れるとミスになる。
メドーサ
メデューサ型のモンスター。目を閉じたまま動かないが、上下左右のラインが合うと突然目を開いて呪いの視線を放ち、即ミスになる。半歩分ずれた位置にいたり間に障害物があったりすると、目は開くものの、攻撃はしてこない。
ドンメドーサ
鬼の頭のような姿の赤いモンスター。上下または左右に移動しながら、上下左右のラインが合うとメドーサと同様に呪いの剣を放つ。本体に触れてもミスになる。
カポ
クジラ型のモンスター。その場を動かず、口の向きとラインが合うと吸い込まれる。吸い込まれてもミスにはならないが、吸引方向の反対側に進むことはできない。

## アイテム・能力
鍵・宝玉など
宝箱に入っているアイテム。取ると部屋内のモンスターが全て消滅し、その部屋のクリアとなる。
エメラルドフレーマー
押して動かせる緑色のブロック。敵の攻撃を防いだり道を塞いだりできる。
ハートフレーマー
表面にハートマークが描かれたアイテム。部屋内にあるものを全て集めると宝箱が開く。取るとエッガーショットが2発撃てるようになるものもある。特定の部屋では一定数を取るとパワーが使えるようになる。また、エメラルドフレーマーと同様に敵の攻撃や通行を妨げることもできる。
『エッガーランド ミステリー』では表面にダイヤマークが描かれており「ダイヤフレーマー」と呼ばれる。
クリスタルフレーマー
銀色のブロック。エメラルドフレーマーと同様の効果を持つが、さらに、エッガーショットを当てると90度の角度に反射させることができる。表面に刻まれた斜線の向きによって反射方向が違う（＼は┓,┗方向、／は┛,┏方向）。これを利用してメドーサやドンメドーサをショットで玉子に変えられる。
パワー
特定の部屋でハートフレーマーを一定数取ると使える能力。使える種類と数は部屋によって違う。
橋
水や溶岩の上を渡れる。溶岩の上に架けた橋は一定時間が経過すると消滅する。
一方通行
一方通行地形の矢印の向きを変更できる。
ハンマー
岩を壊せる。
奇跡
特定の部屋で、画面右下の「？」欄に表示されたキャラクターやアイテムにまつわる行動を取ると発動する能力。地形を大きく変えたりロロが分身したりするなど、通常ではありえない効果が現れる。初期のシリーズのみ。

## 地形
宝箱
クリアに必要なアイテムが入っている箱。ロロは上を通過できるが、モンスターは通過できない。
花畑
敵が入り込めない安全地帯。ただし、炎や呪いは通過する。
砂漠
動きが鈍くなる。モンスターの動きは鈍らない。
水
玉子を浮かべたり橋を架けたりすることで通過できる。水流がある場合は浮かべた玉子が流され、上に乗ったまま移動できるが、水流の無い場所に玉子を浮かべると直後に沈み、上に乗り続けているとミスになる。
溶岩
水と違って玉子を浮かべることができず、橋を架けても一定時間で消滅する。橋が溶けた状態でそのままいるとミスになる。
木
通過できない障害物。エッガーショットは遮られるが、炎や呪いはすり抜ける。
岩
通過できない障害物。ハンマーで壊せる。エッガーショットと敵の炎や呪いを遮る。
橋
水や溶岩の上を渡れる。初めからあるものと、パワーを使って架けるものがある。溶岩の上に架けたものは一定時間が経つと消滅する。
石橋
水や溶岩の上に架かっている。2回渡ると消滅する。
一方通行
表示されている矢印の逆方向には進めない。一方通行のパワーを使うと矢印の向きを変えられる。モンスターは普通に通過できる。
ホール
目には見えないが、エッガーショットでモンスターを吹き飛ばしてその場をエメラルドフレーマーなどで塞ぐとモンスターがホールの場所に移動する。

## シリーズの歴史
エッガーランドシリーズの第1作は、1985年にMSX用のソフトとしてハル研究所より発売された『エッガーランド ミステリー』である。1986年にはMSXで続編の『迷宮神話』が発売された。
この『迷宮神話』の内容を元にして、1987年、ファミリーコンピュータ ディスクシステム用のソフト『エッガーランド』が発売された。ファミリーコンピュータではその後も続編が作られ、『アドベンチャーズ オブ ロロ』シリーズとあわせて計5タイトルが製作された。
これ以降、エッガーランドシリーズの新作はハル研究所以外から発売されることになる。ゲームボーイ版の『ロロの大冒険』（1994年）はイマジニアから、Windows版（1996年・2000年）はハル・コーポレーションから発売された。Windows版では、自分で作成したオリジナル面のデータをテキストファイルに出力できる機能があり、ハル・コーポレーションはこの機能を使ってユーザから自作面を募集し、自社のWebサイトに掲載するサービスを行っていた。
2002年、ハル・コーポレーションは解散となり、Windows版の販売が終了した。同社のWebサイトも閉鎖され、自作面を掲載する場もなくなっていたが、その後、個人のWebサイトや掲示板において自作面データの投稿・交換が行われるようになった。
配信では『アドベンチャーズ オブ ロロ』のみ、Wii、3DS、Wii Uのバーチャルコンソール用ソフトとして販売されていたが、これらサービスの終了により現在では配信されていない。

## シリーズ作品一覧
日本国内で発売されたエッガーランドシリーズのタイトルは以下の通り（特記なき限り、発売元・販売元はハル研究所）。

### エッガーランド ミステリー
1985年11月に発売された、MSX用のソフト。実質的なエッガーランドシリーズ第1作である。敵の種類が後続の作品に比べて少ないなど、まだ発展途上な点が見られる。ステージは100面＋ボーナス20面＋エクストラ5面の全125面。コンストラクション機能も搭載されている。

### 迷宮神話
1986年11月に発売された、MSX用のソフト。基本的な内容は後述の『エッガーランド』に似ている。ステージは地上面100面＋時間制限面9面＋最終面13面の全122面。

### エッガーランド
1987年1月29日に発売された、ファミリーコンピュータ ディスクシステム用のソフト。100面分のステージが10×10の格子状に配置された構成となっており、クリアすることで隣の部屋へ移動できる。単に1面ずつパズルを解いていけば進めるというわけではなく、部屋の入り口を間違えるとクリアできない面や、画面の「？」欄に表示されたものにまつわる行動を取ると特殊な現象が起きる面（「ヒント面」という）が存在する。

### エッガーランド 迷宮の復活
1988年8月9日に発売された、ファミリーコンピュータ用のソフト。パッケージで「究極のパズルゲーム」を謳っている。128面分のステージが16×8の格子状に配置された構成となっている。前作と違って部屋同士のつながりは単純だが、ヒント面は引き続き存在し、難問も用意されている。

### エッガーランド 創造への旅立ち
1988年10月18日に発売された、ファミリーコンピュータ ディスクシステム用の書き換え専用ソフト。自分でステージを作ってディスクカードに保存できる「コンストラクションモード」が搭載されているのが大きな特徴（ただし、設置できるブロックの数に制限がある）。また、50面分の問題を1問ずつ順番に解いていく通常モードもある。今作からはヒント面がなくなり、難易度は前作よりも下がっている。現在ではディスクカードの書き換えサービスが終了しているため、入手困難。

### アドベンチャーズ オブ ロロ
1990年1月6日に発売された、ファミリーコンピュータ用のソフト。従来のエッガーランドシリーズからタイトルが一新されているものの、キャラクターやゲームのルールは同じであるため、エッガーランドシリーズの一部として扱われることが多い。塔の中にある50面を順番に解いていき、最上階を目指す。終盤には難問が待ち構えている。
Wii、3DS、Wii Uのバーチャルコンソール用ソフトとしてそれぞれ2007年6月5日、2014年4月9日、2014年9月3日より販売されていた（Wii版のみ任天堂からの発売）。

### アドベンチャーズ オブ ロロII
1990年12月26日に発売された、ファミリーコンピュータ用のソフト。ハル研究所発売のシリーズとしては最後となる。新要素として、新しい敵「カポ」と、新しい地形「壊れる橋」が追加されている。レベル0（レッスン面）からレベル17まで、計110面が用意されている。序盤が終わると難問が目白押しの構成となっており、難易度はシリーズの中で最高レベルである。今作ではララを操作することもできる。

### ロロの大冒険
1994年3月25日にイマジニアから発売された、ゲームボーイ用のソフト。全50面。シリーズの他作品と比べて部屋が小さく、ゲームスピードが遅い。また、シリーズで初めて「ヒントモード」が搭載されている。後述のWindows版は迷宮神話やディスクシステム版のリブートなので、本作が時系列的にシリーズ最後の作品である。

### エッガーランド -episode 0- Quest of Rara
1996年、後述する『エッガーランド for Windows95』の体験版としてハル・コーポレーションのWebサイトなどから無料配布された、Windows用のフリーソフト。現在でもVectorのサイトから入手できるが、現行のWindowsには非対応。ララを主人公として32面分の問題を解いていくメインモードと、自分で問題を作成できるコンストラクションモードを搭載している。また新要素として、エッガーショットを90度の角度で反射するブロック「クリスタルフレーマー」が追加された。これによって、今までのシリーズでは直接ショットを当てられなかった敵・場所にも当てられるようになり、パズルの幅が広がった。

### エッガーランド for Windows95
1996年にハル・コーポレーションから発売された、Windows用のソフト。現行のWindowsには非対応。内容は、後述する『復活! エッガーランド』と基本的に同じ。現在では入手困難。

### 復活! エッガーランド
2000年にハル・コーポレーションから発売されたWindows用のソフトで、『エッガーランド for Windows95』のリメイク版。現行のWindowsには非対応。194面分の問題を『迷宮の復活』同様の部屋移動方式で解いていくメインモードの他、『Quest of Rara』と同様のコンストラクションモードを搭載している。収録されている問題の大半は過去シリーズで使われたステージの再録であり、新作というよりは総集編的な内容と言える。発売メーカーが解散してしまったため、2001年冬の再発売を最後に絶版となった。

## 日本国外版
日本国外では、Nintendo Entertainment Systemとゲームボーイ用ソフトとして『Adventures of Lolo』の名前でシリーズ作品が発売された。ただし、日本国内のバージョンとは収録ステージの内容が異なっている。

### Nintendo Entertainment System版
- Adventures of Lolo - ファミリーコンピュータ版『アドベンチャーズ オブ ロロ』に近いグラフィック・システムで作られている。ステージの収録内容は『創造への旅立ち』と重複するものが多い。
- Adventures of Lolo 2 - ファミリーコンピュータ版『アドベンチャーズ オブ ロロ』と同一のシステムだが、ステージの収録内容が異なる（一部重複あり）。

- Adventures of Lolo 3 - ファミリーコンピュータ版『アドベンチャーズ オブ ロロII』と同一のシステムだが、ステージの収録内容が異なる（一部重複あり）。

### ゲームボーイ版
『ロロの大冒険』と同一のシステムだが、ステージが追加されている。また、日本版では非対応だったスーパーゲームボーイに対応している。

## その他
『星のカービィ』に登場するキャラクター「ロロロ」と「ラララ」は、エッガーランドシリーズに登場するロロとララを基にしたキャラクターである。また、1UPのチャイム音がエッガーランドのパワー入手時のチャイム音と似ている、一部の作品でエッガーランドの敵キャラクターと似た敵が登場しているなど、他にも類似点がある。